# Делож (Міссурі)
Делож (англ. Desloge) — місто (англ. city) в США, в окрузі Сент-Франсуа штату Міссурі. Населення — 4823 особи (2020).

## Географія
Делож розташований за координатами 37°52′30″ пн. ш. 90°31′9″ зх. д. / 37.87500° пн. ш. 90.51917° зх. д. (37.875069, -90.519142).  За даними Бюро перепису населення США в 2010 році місто мало площу 7,52 км², уся площа — суходіл.

## Демографія
Згідно з переписом 2010 року, у місті мешкали 5054 особи в 2092 домогосподарствах у складі 1361 родини. Густота населення становила 672 особи/км².  Було 2274 помешкання (303/км²).
Расовий склад населення:
| - 97,4 % — білих - 0,8 % — чорних або афроамериканців - 0,2 % — корінних американців - 0,2 % — азіатів |

До двох чи більше рас належало 1,4 %. Частка іспаномовних становила 1,1 % від усіх жителів.
За віковим діапазоном населення розподілялося таким чином: 24,0 % — особи молодші 18 років, 60,3 % — особи у віці 18—64 років, 15,7 % — особи у віці 65 років та старші. Медіана віку мешканця становила 37,4 року. На 100 осіб жіночої статі у місті припадало 91,1 чоловіків;  на 100 жінок у віці від 18 років та старших — 85,4 чоловіків також старших 18 років.
Середній дохід на одне домашнє господарство  становив 42 592 долари США (медіана — 34 278), а середній дохід на одну сім'ю — 47 478 доларів (медіана — 43 922). Медіана доходів становила 35 657 доларів для чоловіків та 24 291 долар для жінок. За межею бідності перебувало 20,4 % осіб, у тому числі 35,4 % дітей у віці до 18 років та 6,5 % осіб у віці 65 років та старших.
Цивільне працевлаштоване населення становило 2218 осіб. Основні галузі зайнятості: роздрібна торгівля — 22,6 %, освіта, охорона здоров'я та соціальна допомога — 21,2 %, виробництво — 13,4 %, публічна адміністрація — 7,0 %.